# Dickinson Bishop
Dickinson H. Bishop ( 24 de marzo de 1887-16 de febrero de 1961) fue un empresario estadounidense que viajó a bordo durante el fatal viaje inaugural del Titanic durante su luna de miel con su esposa Helen, de soltera Walton. Ambos sobrevivieron al hundimiento el 15 de abril de 1912.

## Primeros años
Bishop nació en Dowagiac, Míchigan, hijo de George y Virginia Bishop. Tenía veintidós años cuando se casó con Mary Beckwith Lee, una rica heredera que murió en 1910 trece días después de dar a luz una hija; la bebé murió minutos después de nacer. Bishop se casó a los veinticuatro con su segunda mujer, Helen Walton, otra joven de familia adinerada, de diecinueve, en noviembre de 1911; su luna de miel duró cuatro meses por Europa, Argel y Egipto, arreglando el regreso en el Titanic. Durante su viaje, Helen quedó embarazada, y adquirieron para ella una perrita a la que nombró Freu Freu mientras viajaban por Italia.

## Titanic
Los Bishop embarcaron en el Titanic en Cherburgo, Francia como pasajeros de primera clase el 10 de abril de 1912. La noche del 14, los Bishop se encontraban en su camarote cuando el Titanic golpeó contra un iceberg. Pronto, según Dickinson Bishop, fueron a cubierta para investigar y posteriormente regresaron a la habitación después de que los auxiliares del barco les dijeran que no había ningún peligro. Más tarde, otro pasajero amigo, Albert Stewart, convenció a los Bishop del peligro, y regresaron a la cubierta de botes, dejando a Freu Freu atrás. A pesar de que no había ninguna sensación de urgencia en aquel momento, ambos fueron subidos al bote salvavidas 7. En una entrevista de un periódico, Helen Bishop declaró que cuándo fueron a cubierta, alguien dijo que las parejas recién casadas debían ser puestas en el bote salvavidas primero y que había tres parejas de recién casados en su bote. Sin embargo, esto no fue mencionado durante su testimonio posterior en la investigación de EE. UU. sobre el desastre.
La barca 7 fue la primera en ser bajada del Titanic, siendo arriada sobre las 12:45 del día 15, y Helen fue el primer pasajero en subir a una; el bote fue rescatado por el RMS Carpathia en algún momento después de las 4:10 de la madrugada. Los Bishop, junto con los otros supervivientes, fueron transportados a la ciudad de Nueva York a bordo del Carpathia.
Una vez en Nueva York, se ordenó a la pareja que se presentara para declarar ante la Comisión de investigación del Senado en Washington D.C. Helen Bishop testificó primero, declarando que estaba conversando con el señor John Jacob Astor y señora con anterioridad al hundimiento del barco, cuando el capitán Smith llegó para hablar con el señor Astor. Astor dijo al grupo que debían ponerse los chalecos salvavidas e ir a cubierta. Una vez allí, un oficial tomó a la señora Bishop del brazo y le ayudó tranquilamente a subir al bote; después de eso, su marido fue empujado a la barca con ella. Helen Bishop dijo que había 12 mujeres, 13 hombres y tres miembros de la tripulación en el bote salvavidas; ella continuó diciendo que muchos de los hombres en la barca no estaban casados.
El testimonio de Dickinson Bishop principalmente trató sobre la incapacidad para cerrar los compartimentos estancos del buque. Recordó a los marineros intentando girar las cerraduras y no siendo capaces de cerrarlas correctamente en ambos lados del barco. Bishop también dijo que no oyó ninguna orden de mantener a los hombres fuera de los botes salvavidas a favor de mujeres y niños.
Más tarde se rumoreaba que Bishop se había vestido de mujer para conseguir su sitio en el bote salvavidas; este rumor, en parte, condujo al divorcio de la pareja. El 8 de diciembre de 1912, Helen dio a luz un niño, Randall Walton Bishop, que murió dos días después.

## Vida posterior
En noviembre de 1914, el matrimonio sufrió un grave accidente automovilístico en el que Helen resultó malherida, y donde Dickinson padeció sólo daños menores. Las heridas en la cabeza de Helen Bishop eran tan severas, que fueron informadas como fatales por el The New York Times. En un intento por salvar la vida de Helen, los doctores probaron entonces una técnica nueva: una placa de metal fue fijada en su cráneo para cubrir el área lesionada. Su condición mental se resintió tras el accidente.
En enero de 1916, Dickinson y Helen se divorciaron. Acusando a su marido de crueldad y embriaguez, Helen Bishop obtuvo el divorcio y $100.000 de pensión alimenticia. Murió dos meses más tarde, el 16 de marzo de 1916, después de una caída en la casa de unos amigos en una visita a Danville, Illinois. Dickinson se casó con su tercera mujer, Sydney Boyce, hija de William D. Boyce, dos días antes de la muerte de su segunda mujer. Los anuncios de las segundas nupcias de Dickinson y la muerte de Helen fueron ambos noticias de primera plana en el Dowagiac Daily News en el mismo día.
Sirvió en el Ejército durante la Primera Guerra Mundial y permaneció casado con Sydney Boyce hasta su muerte en noviembre de 1950. Tuvieron dos hijos: Dickinson Bishop Jr, (1917-1979) y John Wislow Bishop (1920-1972). Después del fin de la guerra, dejó Dowagiac y se instaló en Ottawa, Illinois donde murió de un derrame cerebral el 16 de febrero de 1961.